# توتارا پارک
توتارا پارک (به لاتین: Totara Park) یک منطقهٔ مسکونی در نیوزیلند است که در Wellington Region واقع شده‌است. توتارا پارک ۲٬۸۷۴ نفر جمعیت دارد.